# 日本李登輝之友會
日本李登輝之友會（Friends of Lee Teng-Hui Association in Japan）是日本的一個國際交流團體，成立於2002年12月15日，目的是為了強化台日關係和支持台灣獨立。本部位於東京都，在全日本各地設有25個支部。另外在台北市和洛杉磯則分別設有事務所和海外支部。

## 主要成員
- 名譽會長 - 小田村四郎（第二代会長）
- 顧問
  - 中村勝範（平成国際大学名誉学長）
  - 石井公一郎
- 会長 - 渡邊利夫
- 副会長
  - 石川公弘
  - 加瀨英明
  - 川村純彦
  - 黃文雄
  - 田久保忠衛
- 常務理事
  - 淺野和生
  - 伊藤哲夫
  - 豬鼻嘉行
  - 梅原克彦
  - 越野充博
  - 澤英武
  - 辻井正房
  - 柚原正敬（事務局長兼任）
  - 林建良
- 理事（主な人物）
  - 相澤光哉
  - 石原萠記
  - 王明理
  - 清水誠一
  - 濱口和久
  - 水島總
  - 宗像隆幸
  - 元谷外志雄
- 事務局長 - 柚原正敬

## 友好團體
- 台灣李登輝之友官方網站 （页面存档备份，存于）

## 外部連結
- 日本李登輝之友會官方網站 （页面存档备份，存于）
- YouTube上的日本李登輝友の会事務局頻道